# Glaucostola flavida
Glaucostola flavida es una polilla de la familia Arctiidae. Se encuentra en la Guayana Francesa, Guayana y Trinidad.